# روونو (استان پومرانی)
روونو (به لهستانی:  Równo) یک روستا در لهستان است که در گمینا گوووچتسه واقع شده‌است.